# Xixauxas
Xavier Fluxà i Millan (Pineda de Mar, 14 de setembre de 1993) més conegut amb el sobrenom Xixauxas, és un geòleg i exjugador i creador de contingut de League of Legends.
Com a jugador va formar part de diversos equips equips de la Superliga de la LVP en la posició de suport. L'any 2019 va jugar, juntament amb Flakked a S2V abans de ser contractat per eMonkeyz i més tard per Barça eSports, equip d'eSports del FCB, on va ser suport suplent fins que va passar a ser creador de contingut de l'equip.